# Eupygoplus armatus
Eupygoplus armatus is een hooiwagen uit de familie Assamiidae.